# Cedusa kulia
Cedusa kulia är en insektsart som först beskrevs av George Willis Kirkaldy 1906.  Cedusa kulia ingår i släktet Cedusa och familjen Derbidae. Inga underarter finns listade i Catalogue of Life.